# Tomas Sinisalo
Tomas Sinisalo (* 15. Januar 1986 in Philadelphia, Pennsylvania, USA) ist ein finnischer Eishockeyspieler, der seit 2011 bei den Herlev Hornets in der dänischen AL-Bank Ligaen unter Vertrag steht. Sein Vater Ilkka war ebenfalls ein professioneller Eishockeyspieler. 

## Karriere
Tomas Sinisalo begann seine Karriere als Eishockeyspieler im Nachwuchsbereich von Jokerit Helsinki, für das er bis 2002 aktiv war. In den folgenden drei Jahren lief der Angreifer für die Juniorenmannschaften der Espoo Blues aus Finnland, von Leksands IF aus Schweden aus. Die Saison 2003/04 beendete er bei den Green Bay Gamblers aus der Juniorenliga United States Hockey League. Im Sommer 2005 wechselte der Linksschütze zu SaiPa Lappeenranta, für dessen Profimannschaft er in der Saison 2005/06 sein Debüt in der SM-liiga gab, wobei er in zehn Spielen ein Tor erzielte. Ebenfalls in dieser Spielzeit lief er für seinen Ex-Club und SaiPas Ligarivalen Espoo Blues, sowie die finnische U20-Nationalmannschaft, den HC Salamat und Kiekko-Vantaa in der zweitklassigen Mestis auf. 
Die Saison 2006/07 begann Sinisalo bei den Espoo Blues, spielte jedoch auch für den Erstligisten KalPa Kuopio und erneut den HC Salamat in der Mestis. Die Spielzeit beendete der Flügelspieler allerdings bei den Malmö Redhawks in der schwedischen Elitserien, mit denen er den Klassenerhalt verfehlte. Statt mit der Mannschaft in die zweitklassige HockeyAllsvenskan zu gehen, schloss er sich dem TPS Turku aus der SM-liiga an, für den er bis 2009 zwei Jahre lang als Stammspieler auflief. Zur Saison 2009/10 erhielt der Finne einen Vertrag bei den Philadelphia Flyers, für die bereits sein Vater gespielt hatte. Im Trainingscamp konnte er sich allerdings nicht durchsetzen, sodass er in den folgenden eineinhalb Spielzeiten für den finnischen Zweitligisten Kiekko-Vantaa spielte. Im Januar 2011 wechselte er zu Hvidovre Ligahockey aus der dänischen AL-Bank Ligaen. Zur Saison 2011/12 wechselte er innerhalb der Liga zu den Herlev Hornets.

### International
Für Finnland nahm Sinisalo an der U20-Junioren-Weltmeisterschaft 2006 teil, bei der er mit seiner Mannschaft den dritten Platz belegte. 

## Erfolge und Auszeichnungen
- 2006 Bronzemedaille bei der U20-Junioren-Weltmeisterschaft 2006

## Statistik
(Stand: Ende der Saison 2010/11)